# Watermark (musikalbum av Art Garfunkel)
Watermark är Art Garfunkels tredje soloalbum, utgivet första gången i oktober 1977. Albumet är producerat av Art Garfunkel. (What A) Wonderful World är producerad av Phil Ramone.
Albumet drogs dock in av skivbolaget CBS bara några dagar efter det utkommit. Man ville att en ny låt skulle spelas in och valet föll på (What a) Wondeful World (som Sam Cooke tidigare haft framgång med) med gästartisterna James Taylor och Paul Simon. Den nya versionen av albumet nådde butikerna i januari 1978. Det är den andra versionen som numera finns utgiven på CD. Låten Fingerpaint är därför rätt svår att få tag på, eftersom den bara förekom på den första versionen.
Albumet nådde Billboard-listans 19:e plats.
På englandslistan nådde albumet 25:e plats.

## Låtlista (första LP-versionen)

### Sida A
1. Crying In My Sleep
2. Marionette
3. Shine It On Me
4. Watermark
5. Saturday Suit
6. All My Love’s Laughter

### Sida B
1. Wooden Planes
2. Mr. Shuck’n’Jive
3. Someone Else (1958)
4. Paper Chase
5. Fingerpaint
6. She Moved Through The Fair

## Låtlista (andra LP-versionen)
Singelplacering i Billboard inom parentes.

### Sida A
1. Crying In My Sleep
2. Marionette
3. Shine It On Me
4. Watermark
5. Saturday Suit
6. All My Love's Laughter

### Sida B
1. (What A) Wonderful World (Lou Adler/Herb Alpert/Sam Cooke) (#17) (tillsammans med James Taylor och Paul Simon)
2. Mr. Shuck'n'Jive
3. Paper Chase
4. She Moved Through The Fair
5. Someone Else (1958)
6. Wooden Planes

Samtliga låtar är skrivna av Jimmy Webb utom She Moved Through the Fair som är en gammal folkvisa och (What A) Wonderful World.